# Kulin István
Kulin István (Nagyszalonta, 1901. március 5. – Budapest, 1987. december 31.)- agrometeorológus, a mezőgazdasági tudományok doktora (1960).

## Életpályája
1901. március 5-én született Nagyszalontán. A középiskoláit is Nagyszalontán végezte, majd Debrecenben folytatta tanulmányait, a Gazdasági Akadémián. 
1922-től a keszthelyi és a magyaróvári Gazdasági Akadémián volt gyakornok, később tanársegéd a növénytermesztési tanszéken. Ezután két évet Ankarában töltött szakértőként a török kormány meghívására, ahol növénytermesztési kísérleti telepet is létesített. 
Az 1927-1928 közötti évet az Országos Faluszövetségnél dolgozott, ahol mezőgazdasági kiállításokat rendezett. 1929-ben a Mezőgazdasági Múzeum megbízásából ő rendezte be a barcelonai mezőgazdasági kiállítás magyar pavilonját, mely munkájáért egy első díjjal és két aranyéremmel jutalmazták. 1929-től nyugdíjazásáig az Országos Meteorológiai Intézet dolgozója volt. Itt két évtizeden át vezette a Csapadékmérő Osztályt, majd 1951-től az Agrometeorológiai Osztály vezetője lett.

## Munkássága
Ő vezette be az agroklimatológiai feldolgozásokat. Ellenzője volt az akkoriban már kísérletként folytatott nagyüzemi gyapot-és citromtermesztés bevezetésének. 
1955-ben a Martonvásári Mezőgazdasági Kutató Intézet területén szervezte az első agrometeorológiai obszervatóriumot, majd Kecskeméten a másodikként felépült obszervatórium is az ő szervezésével készült el. Magyarországon az ő irányítása alatt indultak meg az agrometeorológiai kutatások. 
A Magyar Meteorológiai Társaság Agrometeorológiai Szakosztályának elnöke, az MTA Agrometeorológiai Bizottságának titkára volt, valamint tagja volt az Országos Talajvédelmi Tanácsnak is. 1956-ban elnyerte a Steiner Lajos-emlékérmet.

## Művei
- Országos gazdakartellt! (Bethlen Pállal, Miskolc, 1932)
- Útmutatás éghajlati feldolgozásokra a tervgazdálkodás érdekében (Budapest, 1952)
- A csapadékösszegek gyakorisága Magyarországon 50 évi (1901-1950) megfigyelések alapján (Budapest, 1953)
- A mátraszentlászlói fagykísérleti állomás makro- és mikroklimatikus vizsgálatai (Budapest, 1954)
- Agrometeorológia (OMI- kiadvány, 1954)